# The Circle (佐野元春のアルバム)
『The Circle』（ザ・サークル）は、1993年11月10日に、Epic/Sony Records / M's Factoryから発売された佐野元春9枚目のアルバム。

## 概要
前作『Sweet16』以来1年4ヶ月振りのアルバムで、佐野のバックバンドであるTHE HEARTLANDがレコーディングに参加している。
アートワークはデジパック仕様、歌詞カードは4つ折で、表には山本智志からの寄稿、裏には全10曲の歌詞が印刷されている。
2016年3月23日に、Blu-specCD2で再発売された。

## 収録曲
- 全作詞・作曲・編曲：佐野元春

1. 欲望[注 1] -Desire-[注 2]
2. トゥモロウ  -Tomorrow-
3. レインガール -Rain Girl-
  - 1995年に佐野自身が出演した、トヨタ『カルディナ』のCMソングに起用された[3][4][5]。プロモーション用として、「Rain Girl」の8cmCDやテレホンカードが配布された[6]。
4. ウィークリー・ニュース -Weekly News-
5. 君を連れてゆく -Over The Hill-
6. 新しいシャツ -Brand New Shirts-
7. 彼女の隣人 -Don't Cry-
  - 先行シングル。アルバムバージョンで収録されている。
8. ザ・サークル -The Circle-
9. エンジェル -Angel-
10. 君がいなければ -If Without Tou-